# Gustaf Grill
Gustaf Andreas Grill, född 8 december 1860 i Hedemora, död 4 juni 1910 i Eda kommun, var en svensk provinsialläkare och företagare.
Grill tog studentexamen i Uppsala 1879. Vidare tog han en medicine kandidat 1887, följt av en medicine licentiat vid Lunds universitet 1891. Han inledde sin karriär som praktiserande läkare i Karlstad, och därefter som extra provinsialläkare i Glava socken i Värmland mellan 1898 och 1899. Mellan 1905 och 1909 hade han samma tjänst i Avesta. Tiden däremellan var han läkare vid länscellfängelset i Falun.
Grill var även ägare av Värmlands Eda bad och kuranstalt, även kallat Eda sanatorium, fram till sin död 1910. Därefter tog hans fru Gerda Grill över driften av sanatoriet, med viss framgång. Under hennes drift utmärkte sig sanatoriet genom de ledande inom verksamheten var kvinnor.